# Arroyo del Sarandí (Río Daymán)
El arroyo del Sarandí es un curso de agua uruguayo que atraviesa el departamento de  Salto perteneciente a la cuenca hidrográfica del Río de la Plata.
Nace en la Cuchilla de Salto y desemboca en el río Daymán.